# غايزلينغن
غايزلينغن (كنار بالينغن) (بالألمانية: Geislingen, Zollernalbkreis) هي مدينة وبلدة ألمانية تقع في ألمانيا في بادن-فورتمبيرغ.

## المدن التوأمة
مدينة Ruoms هي مدينة توأمة لـغايزلينغن (كنار بالينغن).